# Hniezdne
Hniezdne (Hongaars: Gnézda) is een Slowaakse gemeente in de regio Prešov, en maakt deel uit van het district Stará Ľubovňa.
Hniezdne telt 1.445 inwoners.